# Rusko-Katolicki Synod
Rusko-Katolicki Synod – synod kościoła greckokatolickiego, odbywający się we Lwowie w dniach od 24 września do 8 października 1891.
Metropolita Josyf Sembratowycz zwrócił się do papieża papieża Leona XIII o zwołanie synodu 5 grudnia 1888, jednak przygotowania do niego trwały już wcześniej. Polskie władze prowincji starały się o opóźnienie synodu, aby nie stał się on terenem agitacji przedwyborczej. Z kolei moskalofile rozwinęli akcję społeczną, obawiając się katolicyzacji kościoła greckokatolickiego (głównie wprowadzenia celibatu).
Synod zwołany został przez wymienionego wyżej metropolitę Sembratowycza, oraz nowo wybranych biskupów Juliana Pełesza i Julijana Kuiłowskiego. Oprócz nich i delegata papieskiego Agostina Ciasco, w synodzie wzięło udział 140 duchownych oraz senior Instytutu Stauropigijnego Izydor Szaraniewicz.
Na synodzie omawiano sprawy wprowadzenia częściowego celibatu oraz wprowadzenia do wykazu świętych greckokatolickich również 40 świętych rzymskokatolickich. Mimo poparcia biskupów dla latynizacji cerkwi, wskutek zdecydowanej postawy księży propozycje zarzucono.
Utrzymane status quo było zwycięstwem zarówno moskalofilów (utrzymanie obrzędowości i tradycji prawosławnej), jak i ukraińskiego ruchu narodowego, który podkreślał konieczność posiadania odrębnego obrządku, wokół którego tworzyła się ukraińska świadomość narodowa.

## Literatura
- Dariusz Maciak, Próba porozumienia polsko-ukraińskiego w Galicji w latach 1888-1895, Warszawa 2006, ISBN 978-83-235-0276-0.